# 32. vestlige længdekreds
Den 32. vestlige længdekreds (eller 32 grader vestlig længde) er en længdekreds, der ligger 32 grader vest for nulmeridianen. Den løber gennem Ishavet, Grønland, Atlanterhavet, det Sydlige Ishav og Antarktis.